# Ajuchanowo
Ajuchanowo (ros. Аюханово) – wieś (ros. село, trb. sieło) w Baszkirii w rejonie dawlekanowskim należąca do szestajewskiego sielsowietu. 1 stycznia 2009 r. wieś zamieszkiwały 294 osoby, z których 80% stanowili Tatarzy.